# سان روزندو
سان روزندو (به اسپانیایی: San Rosendo) یک شهرستان در شیلی است که در استان بیوبیو واقع شده‌است. سان روزندو ۹۲٫۴ کیلومتر مربع مساحت و ۳٬۳۹۸ نفر جمعیت دارد و ۶۸ متر بالاتر از سطح دریا واقع شده‌است.